# Nesle (districte de Péronne)
Nesle és un municipi francès al departament del Somme (regió dels Alts de França). L'any 2007 tenia 2.493 habitants. El poble de Nesle és la capital de la comarca del Pays Neslois.

## Demografia

### Població
El 2007 la població de fet de Nesle era de 2.493 persones. Hi havia 1.005 famílies de les quals 295 eren unipersonals (92 homes vivint sols i 203 dones vivint soles), 295 parelles sense fills, 291 parelles amb fills i 124 famílies monoparentals amb fills.
La població ha evolucionat segons el següent gràfic:

### Habitatges
El 2007 hi havia 1.112 habitatges, 1.025 eren l'habitatge principal de la família, 20 eren segones residències i 67 estaven desocupats. 899 eren cases i 209 eren apartaments. Dels 1.025 habitatges principals, 629 estaven ocupats pels seus propietaris, 371 estaven llogats i ocupats pels llogaters i 25 estaven cedits a títol gratuït; 11 tenien una cambra, 68 en tenien dues, 197 en tenien tres, 297 en tenien quatre i 452 en tenien cinc o més. 676 habitatges disposaven pel capbaix d'una plaça de pàrquing. A 519 habitatges hi havia un automòbil i a 276 n'hi havia dos o més.

### Piràmide de població

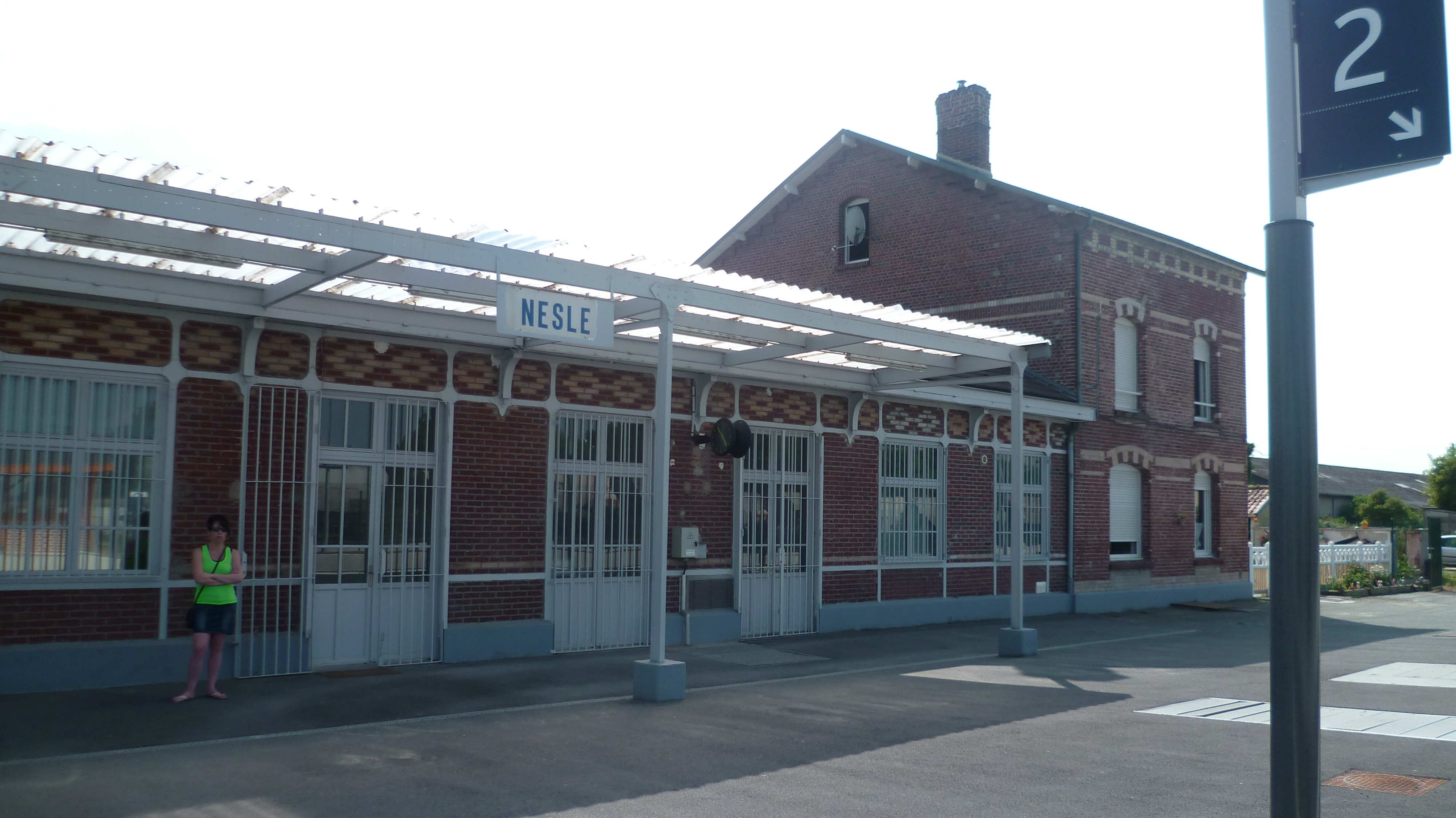

La piràmide de població per edats i sexe el 2009 era:
| Homes | Edats   | Dones |
| ----- | ------- | ----- |
| 0     | 95 o +  | 12    |
| 8     | 90 a 94 | 24    |
| 8     | 85 a 89 | 48    |
| 4     | 80 a 84 | 40    |
| 60    | 75 a 79 | 88    |
| 52    | 70 a 74 | 68    |
| 60    | 65 a 69 | 76    |
| 76    | 60 a 64 | 44    |
| 40    | 55 a 59 | 56    |
| 56    | 50 a 54 | 76    |
| 96    | 45 a 49 | 112   |
| 96    | 40 a 44 | 80    |
| 120   | 35 a 39 | 96    |
| 60    | 30 a 34 | 60    |
| 68    | 25 a 29 | 60    |
| 68    | 20 a 24 | 68    |
| 68    | 15 a 19 | 80    |
| 88    | 10 a 14 | 56    |
| 84    | 5 a 9   | 76    |
| 36    | 0 a 4   | 72    |

## Economia
El 2007 la població en edat de treballar era de 1.520 persones, 1.017 eren actives i 503 eren inactives. De les 1.017 persones actives 876 estaven ocupades (492 homes i 384 dones) i 142 estaven aturades (74 homes i 68 dones). De les 503 persones inactives 165 estaven jubilades, 118 estaven estudiant i 220 estaven classificades com a «altres inactius».

### Ingressos
El 2009 a Nesle hi havia 1.022 unitats fiscals que integraven 2.423 persones, la mediana anual d'ingressos fiscals per persona era de 15.103 €.

### Activitats econòmiques
Dels 133 establiments que hi havia el 2007, 1 era d'una empresa extractiva, 3 d'empreses alimentàries, 1 d'una empresa de fabricació de material elèctric, 1 d'una empresa de fabricació d'elements pel transport, 9 d'empreses de fabricació d'altres productes industrials, 13 d'empreses de construcció, 39 d'empreses de comerç i reparació d'automòbils, 9 d'empreses de transport, 6 d'empreses d'hostatgeria i restauració, 1 d'una empresa d'informació i comunicació, 8 d'empreses financeres, 1 d'una empresa immobiliària, 10 d'empreses de serveis, 20 d'entitats de l'administració pública i 11 d'empreses classificades com a «altres activitats de serveis».
Dels 36 establiments de servei als particulars que hi havia el 2009, 1 era una gendarmeria, 1 oficina de correu, 5 oficines bancàries, 5 tallers de reparació d'automòbils i de material agrícola, 2 autoescoles, 1 paleta, 1 guixaire pintor, 3 fusteries, 4 lampisteries, 4 electricistes, 5 perruqueries, 2 restaurants, 1 agència immobiliària i 1 saló de bellesa.
Dels 18 establiments comercials que hi havia el 2009, 2 eren supermercats, 1 una gran superfície de material de bricolatge, 2 fleques, 2 carnisseries, 1 una peixateria, 5 botigues de roba, 1 una botiga de material de revestiment de parets i terra i 4 floristeries.
L'any 2000 a Nesle hi havia 10 explotacions agrícoles que ocupaven un total de 623 hectàrees.

## Equipaments sanitaris i escolars
El 2009 hi havia dues farmàcies i dues ambulàncies. El 2009 hi havia una escola maternal i una escola elemental. Nesle disposava d'un col·legi d'educació secundària amb 215 alumnes.

## Poblacions properes
El següent diagrama mostra les poblacions més properes.